# Chiesa di San Martino (Coreglia Antelminelli)
La chiesa di San Martino è un edificio sacro che si trova a  Coreglia Antelminelli in provincia di Lucca.

## Storia e descrizione
Dal IX all'XI secolo si sono succedute tre fasi costruttive, che danno alla chiesa un caratteristico aspetto asimmetrico: alla prima sono da assegnarsi il fianco sinistro e la testata absidale della navatella di sinistra; alla seconda l'abside con monofore, la testata absidale della navatella destra, i sostegni con i capitelli, le arcate con il paramento murario al di sopra all'interno; alla terza il fianco destro.
La facciata mostra segni del rimaneggiamento cinque-seicentesco, mentre il campanile, eretto fra il 1847 e il 1856, ha sostituito quello trecentesco. All'interno, a tre navate, è ancora leggibile l'impianto antico, per quanto sia di fine Cinquecento la decorazione ad affresco del catino absidale con l'Assunzione della Vergine.